# Куляхтин, Александр Лазаревич
Алекса́ндр Лазаревич Куля́хтин (род. 31 декабря 1967, Гатчина) — русский поэт.
Лауреат Второго Всероссийского фестиваля молодой поэзии фестиваля молодой поэзии «Вавилона» (1994), премии журнала «НоМИ» «Пропилеи 2000».
Стихи публиковались в журнале «Соло», «Аврора», «Литературная учёба», альманахах «Вавилон» (№ 8, 2001) и «Заповедник» (№ 11, 2000), антологиях «Самиздат века» и «Время „Ч“».

Литературный критик, доктор филологических наук Артём Скворцов в статье Поэтика избыточности, рассматривая антологию современной поэзии «Девять измерений», обнаруживает в ней «красноречивые явления в современной русской поэзии». Останавливаясь на одном из «измерений», он пишет:
…наиболее жесткий автор антологии — Александр Куляхтин с его проникнутыми болью за адские унижения человека стихотворениями, среди которых и едва ли не самое пронзительное в книге: «Ты знаешь, с тех пор, как мне стукнуло пять, / Я даже не знаю, о чём вспоминать…»

Другой литературный критик, лауреат журнала «Нева» за 2003 год в номинации «литературная критика» Елена Елагина также, как и А. Скворцов, выделяет в творчестве Куляхтина горькую, трагическую составляющую, называя употребляемый им в произведениях мат необходимым лексическим материалом, пускаемым в дело не для эпатажа, а для выражения искренней страстности, попутно ставя Предварительный диагноз им. Александра Куляхтина всему нашему обществу: 
…куляхтинская поэтика не столь однозначна. Она строится по матрешечному принципу вложенных смыслов, когда автор якобы смеется над своим героем (большинство стихотворений в представленном корпусе написаны от первого лица) и тут же смеется над тем, как смеется, и ещё раз смеется над смехом, смеющимся над героем — короче, дом, который построил Джек… Во-вторых, посчитать куляхтинские опусы веселеньким приколом (а как же! мат на каждом шагу!). А ведь это драматические стихи, это тот самый случай, когда в корчах заговорила безъязыкая улица, поминутно матерясь и сплевывая себе под ноги, пытаясь не только рассказать свою неказистую, а то и устрашающую историю, но и возопить в последней надежде: «Давайте будем людьми!» Просто людьми.
Живёт в Санкт-Петербурге. Работает в фирме, разрабатывающей программное обеспечение.

## Публикации
- Кононов Н., Макаров С., Куляхтин А. и др. Кабинет: Картины мира II. — СПб.: Скифия, 2001. — С. 9—11. — 384 с. — (Антология). — 500 экз. — ISBN 5-94063-012-X.
- «Стихи в Петербурге. 21 век». Антология. Издательство: Платформа, 2005, 480 стр. ISBN 5-9287-8017-0
- «Вавилон: Вестник молодой литературы. Вып. 8 (24)». М.: АРГО-РИСК; Тверь: Колонна, 2001. ISBN 5-94128-029-5 С.152-156.
- Стихи в Интернете http://www.vernitskii.ru/kulyahtin.htm
- Куляхтин Александр. Публикации. Русская виртуальная библиотека